# 成田インターチェンジ
成田インターチェンジ（なりたインターチェンジ）は、千葉県成田市にある東関東自動車道と新空港自動車道のインターチェンジである。
ここから東関東自動車道の東京方面と新空港道は大都市近郊区間に指定されている。またこのICを境に東京方面は片側3車線、潮来方面は片側2車線となる。
高谷JCT方面は当IC付近から四街道IC付近の間の最高速度は2021年（令和3年）12月1日より110km/hとなり、更に、2023年（令和5年）7月3日には120km/hへと引き上げられた。

## 概要
東関東道のICとしてはフルインターチェンジであるとともに、新空港道とのジャンクションでもある。新空港道のICとしては、並行する国道295号から新空港IC方面への入口のみのクオーターインターチェンジであり、かつETC搭載車のみ利用可能なスマートインターチェンジとなっている。
東関東道からの出口料金所と併せて、新空港道の本線料金所が設置されている。このため、新空港道を利用する場合は、当IC - 新空港IC間の通行料金をここで併せて精算する形となっている。
構内には、千葉県警察の高速道路交通警察隊成田分駐隊が置かれている。
東関東道については、当ICを境に西側は首都高速湾岸線から続く6車線区間、東側は4車線となる。

### 成田スマートIC
新空港道のICは「成田スマートIC」と区別して扱われている。成田市街から成田国際空港方面に向かう自動車が国道295号に集中することにより、特に朝の通勤時間帯に渋滞が発生していることから、この渋滞を回避する対応策として国道295号から新空港道を利用可能とするスマートICを設置したもので、「成田スマートIC地区協議会」によって、2009年（平成21年）4月1日から運営されている。
2009年4月1日の設置当時は、6時から22時まで利用可能で、料金は普通車で250円だった。
その後、2009年5月13日から8月31日まで全車種100円引（普通車で150円）とする割引が導入され、2009年9月1日からは、利用時間を午前6時から午前10時までの4時間のみとする一方、利用料金は普通車等100円、大型車150円、特大車300円とした。
2013年8月8日から、利用時間を試行的に6時から15時まで拡大した。この利用時間の拡大と2009年9月1日からの利用料金の割引措置は毎年度延長されており、2021年度時点でも継続して講じられている。

## 接続している道路
- E51 東関東自動車道（9-1番/10番）
- E65 新空港自動車道
- 国道295号

## 料金所
ブース数 : 13

### 成田IC入口
- ブース数 : 3
  - ETC専用 : 1
  - ETC/一般 : 1
  - 一般 : 1

### 新空港道から東関道方面（本線）
- ブース数 : 2
  - ETC専用 : 1
  - ETC/一般 : 1

### 成田IC出口
- ブース数 : 4
  - ETC専用 : 2
  - 一般 : 2

### 東関道から新空港道方面（本線）
- ブース数 : 4
  - ETC専用 : 2
  - 一般 : 2

### 成田スマートIC（新空港道方面入口）
- ブース数 : 1
  - ETC専用 : 1

## 隣
E51 東関東自動車道
(9)富里IC - (9-1/10)成田JCT/IC - (10-1)大栄JCT - 大栄PA - (11)大栄IC
E65 新空港自動車道
(10)成田IC/SIC - 新空港IC